# Gewinnwarnung
Unter einer Gewinnwarnung (englisch profit warning) versteht man im Wertpapierrecht die Warnung eines börsennotierten Unternehmens gegenüber der Öffentlichkeit vor einem geringer als erwartet ausfallenden Gewinn, eine verminderte Gewinnprognose oder eine verschlechterte Verlustprognose. 
Der Neologismus Gewinnwarnung ist eine Lehnübersetzung aus der englischsprachigen „profit warning“. Der Gewinnwarnung eines Emittenten (Unternehmen) ist dessen Gewinn- oder Verlustprognose etwa im Lagebericht oder der Zwischenberichterstattung vorausgegangen. Mit einer Gewinn- oder Verlustprognose (Gewinn- oder Verlusterwartung) gibt der Emittent eine Schätzung über die Entwicklung der künftigen Ertragslage ab. Weicht die aktuelle Ertragslage von dieser Prognose negativ ab, muss der Emittent eine Gewinnwarnung an seine Aktionäre herausgeben. Die Gewinnwarnung soll verhindern, dass Vorstand, Aufsichtsrat oder ein sonstiger Insider des Emittenten diese Informationen zu seinen Gunsten verwertet, während die Öffentlichkeit uninformiert bleibt. Die Insider könnten ihre Aktien zu einem höheren Börsenkurs verkaufen, solange sich die Gewinnwarnung durch fehlende Veröffentlichung noch nicht im Kurs ausgewirkt hat. Gewinnwarnungen führen meist zu Kursrückgängen.

## Rechtsfragen
Gewinnwarnungen gehören rechtlich zum Insiderhandel und sollen Insidergeschäfte verhindern. Ein Verdacht auf Insiderhandel liegt vor, wenn kurz vor überraschenden Gewinnwarnungen auffällige Kursrückgänge zu verzeichnen sind. Ein derartiger Verdacht bestand beispielsweise bei SAP (Juni 1999), EM.TV AG (Februar 2000), MB Software (Juli 2001) oder Debitel/MobilCom (Juni 2002). Eine Gewinnwarnung hat unverzüglich als Ad-hoc-Publizität zu erfolgen, wenn ein Emittent absehen kann, dass er seine Gewinnprognosen nicht erreichen kann. Die Gewinnwarnung muss gemäß § 26 Abs. 1 WpHG unverzüglich veröffentlicht werden und ist dem Unternehmensregister (§ 8a HGB) zur Speicherung zu übermitteln. Der Verstoß hiergegen ist gemäß § 120 Abs. 1 WpHG eine Ordnungswidrigkeit. Da der Emittent Normadressat dieser Vorschrift ist und der die Unterlassung der Gewinnwarnung verantwortende Vorstand der gesetzliche Vertreter des Emittenten ist, lässt sich gemäß § 8 OWiG die Pflicht aus § 26 WpHG auf den Vorstand übertragen.

## Unwort
Der Euphemismus „Gewinnwarnung“ stand 2001 auf der Liste zum Unwort des Jahres (gewählt wurde letztlich „Gotteskrieger“). Nach Meinung der Jury ist es ein „von Aktionären verwendeter sachlich falscher Begriff, der vor geringeren Gewinnen als erwartet warnt“. Es hätten sich sachlich passendere Ausdrücke finden lassen wie etwa „Gewinnminderungswarnung“ oder, wenn das Unternehmen in die Verlustzone rutscht, „Verlustwarnung“.
Zeitgleich wurde „Gewinnwarnung“ zum ersten Börsenunwort des Jahres gewählt, und 2008 zum österreichischen Unwort des Jahres.

„Dieses Wort erlangte aufgrund der weltweiten wirtschaftlichen Schwierigkeiten große Aktualität und eine erhöhte Verwendungshäufigkeit. Darüber hinaus ist es aus sprachlicher Sicht interessant, da es scheinbar vor Gewinnen warnt, tatsächlich aber Verluste bzw. verminderte Gewinne meint. Es ist damit ein Wort, das die wahren Sachverhalte in höchstem Maße verschleiert und so sowohl in Inhalt als auch in seiner Verwendung für jene undurchsichtigen Vorgänge steht, die derzeit in der Finanz- und Bankenwelt vor sich gehen.“

## International
Gewinnwarnung ist in der Schweiz die „Korrektur einer früheren Prognose des Emittenten in Bezug auf das Geschäftsergebnis …, sofern durch die Prognose eine Erwartungshaltung im Markt geweckt wurde und das effektive Ergebnis (voraussichtlich) nennenswert davon abweichen wird“. Die Ad-hoc-Mitteilung muss gemäß Art. 53 Abs. 2 Kotierungsreglement (KR) unverzüglich veröffentlicht werden, nachdem das betreffende Unternehmen sichere Kenntnis über die publikationspflichtige Tatsache erhalten hat. Als kursrelevant gelten gemäß Art. 53 Abs. 1 KR Tatsachen, die geeignet sind, zu einer erheblichen Änderung der Kurse zu führen. Dabei werden 10 % Abweichung vom Kurs als kursrelevant angesehen. Für das Schweizer Bundesgericht (SBG) stellt der Sachverhalt der Gewinnwarnung keinen Tatbestand des Insider-Delikts im Sinne des Art. 161 Ziff. 3 StGB dar, es sei denn, der Gewinneinbruch sei dergestalt, dass das betroffene Unternehmen zum Sanierungsfall wird.
In Österreich ist die Gewinnwarnung eine vom Unternehmen an die Investoren gerichtete Ad-hoc-Meldung, wonach der Gewinn niedriger bzw. der Verlust größer ausfällt als zuvor prognostiziert. Gemäß § 119 Abs. 4 Börsegesetz müssen alle Emittenten, Kreditinstitute, Versicherungs- und Rückversicherungsunternehmen und Pensionskassen ihre Arbeitnehmer über das Verbot des Missbrauchs von Insiderinformationen (Art. 7 Marktmissbrauchsverordnung) unterrichten, interne Richtlinien für die Informationsweitergabe im Unternehmen erlassen, deren Einhaltung überwachen und geeignete organisatorische Maßnahmen zur Verhinderung einer missbräuchlichen Verwendung oder Weitergabe von Insiderinformationen treffen.
In den USA sollen Vorankündigungen (englisch preannouncements) der Emittenten über vorläufige Ergebniszahlen die Marktteilnehmer auf voraussichtliche Ergebnisse vorbereiten. Sie können über oder unter den Erwartungen der Analysten liegen und heißen Gewinnwarnungen (englisch profit warnings), die als ultima ratio der Ergebnisprognose (englisch earnings guidance) anzusehen ist.